# Foulques de Chartres
Foulques de Chartres (en latin Fulcher Carnotensis) est un chroniqueur de la première croisade, né à Chartres autour de 1059 et mort en 1127 à Jérusalem.

## Vie
Son arrivée comme chapelain auprès de Baudouin de Boulogne en 1097 nous indique que Foulques de Chartres est un prêtre qui a fait ses études à l'école cathédrale de Chartres, bien qu'il ne soit pas membre du chapitre de l'école cathédrale, puisqu'il ne figure pas sur la liste des Dignitaires de l'Église de Notre-Dame de Chartres.
Les détails du concile de Clermont dans sa chronique, suggèrent qu'il assista personnellement à ce concile, ou connaissait quelqu'un qui s'y trouvait, probablement Yves de Chartres, qui influença les opinions de Foulques sur la réforme de l'Église et sur la controverse avec le Saint-Empire romain germanique sur les investitures.
Foulques a fait partie de l'entourage du comte Étienne de Blois et de Robert II de Normandie qui au travers de la France et de l'Italie en 1096, s'embarqua à Bari pour aller rejoindre les troupes de la première croisade à Constantinople en 1097. Il voyagea en Asie Mineure vers Marash, juste avant que l'armée ne parvienne à Antioche en 1097, où il devient le chapelain de Baudouin de Boulogne. Il suit alors son nouveau seigneur, lorsque Baudouin quitte le principal corps de l'armée pour se rendre à Édesse, où Baudouin fonde le comté d'Édesse.
Après la conquête de Jérusalem en 1099 Foulques et Baudouin voyagent jusqu'à la ville pour accomplir le vœu de leur pèlerinage. Lorsque Baudouin devint roi de Jérusalem en 1100, Foulques s'en alla avec lui à Jérusalem et continua probablement son service de chapelain jusqu'en 1115. Après cette date, il fait partie du chapitre de l'église du Saint-Sépulcre et responsable des reliques et du trésor appartenant à cette église. Foulques meurt probablement au printemps de 1127.

## Chronique
Au plus tôt, Foulques rédigea sa chronique au printemps 1100 et à la fin de l'automne de cette même année au plus tard, dans une version qui n'a pas été transmise jusqu'à nous, mais qui circula en Europe durant la vie de Foulques. Cette version fut achevée autour de 1106 et fut utilisée comme source par Guibert de Nogent, un contemporain de Foulques.
Il commença la rédaction de sa chronique dans le feu de l'action, alors qu'il voyageait vers Jérusalem, en compagnie sans doute de Baudoin Ier. Il avait au moins un fonds bibliothécaire à sa disposition à Jérusalem, duquel il tira quantité de lettres et de documents ayant trait à la croisade. Dans cette bibliothèque il avait à sa disposition l'''Historia Francorum'' de Raymond d'Aguilers et la Gesta Francorum, qui lui servirent de sources pour le détail de l'information concernant des faits dont il ne pouvait pas avoir été un témoin direct.
Foulques divise sa chronique en trois livres. Le livre I décrit les préparatifs de la première croisade à Clermont en 1095 jusqu'à la conquête et à l'établissement du Royaume de Jérusalem par Godefroy de Bouillon. On y trouve une description enthousiaste de Constantinople. Le deuxième Livre décrits les actions de Baudoin Ier, qui prit la succession de Godefroy de Bouillon et devint roi de Jérusalem de 1100 à 1118. Le troisième et dernier livre narre la vie de Baudoin II, jusqu'à 1127, année où la peste se répand dans Jérusalem et où Foulques disparaît. Le deuxième et le troisième livre furent écrits entre 1109 et 1115, et de 1118 à 1127, revus pour une deuxième édition par Foulques lui-même.
Le travail de Foulques de Chartres fut utilisé par d'autres chroniqueurs qui vécurent après lui. Guillaume de Tyr et Guillaume de Malmesbury usèrent de la chronique de Foulques comme d'une source. La chronique de Foulque est en général précise. Elle fut publiée dans le Recueil des historiens des croisades et dans la Patrologie Latine de Migne. Une édition critique dans le latin original a été publiée par Heinrich Hagenmeyer in 1913.

## Liens